# 田熊 (津山市)
田熊（たのくま）は岡山県津山市にある地名。郵便番号は708-1113。

## 地理
吉井川の支流、広戸川が流れる。国指定重要有形民俗文化財の一つ、「田熊の舞台」のお膝元である。

### 河川
- 広戸川

## 歴史

### 沿革
- 1872年 - 田熊上村、田熊下村が合併して田熊村となる。
- 1889年6月1日 - 町村制施行により、勝北郡田熊村が同郡河面村、近長村、福井村と合併、広野村となる。田熊村は大字田熊となる。
- 1900年4月1日 - 勝北郡が勝南郡と合併し、勝田郡となる。
- 1954年7月1日 - 広野村が周辺の村とともに津山市に編入される。

## 世帯数と人口
2021年（令和3年）1月1日現在の世帯数と人口は以下の通りである。
| 町丁 | 世帯数  | 人口  |
| ---- | ------- | ----- |
| 田熊 | 232世帯 | 571人 |

## 小・中学校の学区
市立小・中学校に通う場合、学区は以下の通りとなる。
| 番地 | 小学校             | 中学校               |
| ---- | ------------------ | -------------------- |
| 全域 | 津山市立広野小学校 | 津山市立津山東中学校 |

## 交通

### 道路
- 国道429号（一部県道415号と重複）
- 岡山県道347号田熊高野停車場線
- 岡山県道415号工門勝央線（一部国道429号と重複）

## 施設
- 津山市立広野小学校
- 広野簡易郵便局
- 津山市広野公民館